# Xiphocentron messapus
Xiphocentron messapus is een schietmot uit de familie Xiphocentronidae. De soort komt voor in het Nearctisch gebied.